# Directo a Ti (álbum de Son de Sol)
Directo a ti es el quinto trabajo discográfico del trío musical español Son de Sol  formado por las hermanas Sole, Lola y Esperanza León.
El álbum se lanzó oficialmente el 22 de abril del año 2008.

## Producción y grabación
El álbum fue producido por Raul Ruiz y "II Mac" Maccagno, dirigido por José María ariza y Raul Ruiz y distribuido por Barna Records 2000.
La grabación del disco se produjo en los estudios Uno Music, Arte Sonora, REM studios (Italia), Ludusstudio y Filgrana .Los técnicos de grabación fueron Roberto "II Mac" Maccagno, Lauren Serrano, Antonio Algarrada, Ludovico Vagnone y Adolfo Castilla.
El disco contó con una producción con mucha riqueza musical mezclando géneros y marcando la marca característica del grupo Son de Sol mezclando el Flamenco - Pop.
Además de contar con editoriales de las más importantes de España como por ejemplo Emi Music Spain, Comart, Warner, Chapell Music Spain y Barna Records 2000.
"Echa Ya "P' allá"  contó con la participación de Mayckel de La Riva.

## Lanzamiento
El primer single del álbum fue "Veneno", una mezcla de pop y punk, una canción especial para bailar en el verano. Las críticas fueron muy buenas y marcaba la vuelta de Son de Sol al mercado musical luego de Brujería en 2005.
Hasta su lanzamiento oficial se lanzaron 4 sencillos pertenecientes al disco "Veneno", "Directa al Sur", "Y gritaré" y "No dejaré de amarte".
El álbum contó con 2 videoclips el primero en lanzarse fue el de la canción "Veneno" teniendo como protagonista al actor y humorista Ángel Garó, fue producido por Dex Media Producciones y dirigido por José Luis Velázquez y fue rodado en el Hotel Guadalpín Byblos de Málaga (España). 
El segundo videoclip fue el de la canción "Y gritaré" y fue rodado en el Poblado Forestal de Mazagon.

## Lista de temas
| Directo a Ti |                                |                                                        |          |  |
| N.º          | Título                         | Escritor(es)                                           | Duración |  |
| 1.           | «Veneno»                       | Alfredo Panebianco, Keru Sánchez                       | 3:01     |  |
| 2.           | «Soy la que sufre por tu amor» | Howard Lawrence, John Barbata, Mark R. Volman          | 3:36     |  |
| 3.           | «Directa al sur»               | Juan Manuel Bueno, Nicolás Almagro                     | 3:18     |  |
| 4.           | «No dejaré de amarte»          | Juan Fernández "Panki"                                 | 4:07     |  |
| 5.           | «Echa ya pa' allá»             | Mayckel De La Riba                                     | 3:45     |  |
| 6.           | «Hoy»                          | Juan Antonio Reyes "El Pollo"                          | 4:00     |  |
| 7.           | «Amor distraído»               | José María Serrano, Juan Manuel Bueno, Nicolás Almagro | 3:33     |  |
| 8.           | «Pena amarga»                  | Juan Villegas Navas "El Músico"                        | 4:06     |  |
| 9.           | «Y gritaré»                    | Manuel Hernández, Pedro Peña, Son De Sol               | 4:07     |  |
| 10.          | «Como el viento»               | Juan Antonio Reyes "El Pollo", Manuel Gutiérrez        | 4.22     |  |
| 11.          | «Para él que sepa distinguir»  |                                                        | 7:29     |  |
| 44:04        |                                |                                                        |          |  |